# Szalona małolata
Szalona małolata – druga kaseta zespołu Ex Problem ze Mszczonowa wydana w 1991 roku przez wytwórnię fonograficzną Blue Star, i Omega Music
Największym przebojem zespołu Ex Problem był utwór pt. ,,Moja Mona Lisa,,
Nagrań dokonano w studiu Warszawa.
Realizował Witold "Mix" Waliński.

## Lista utworów
Strona A
1. "Szalona małolata" (muz. i sł. P.Bechcicki)
2. "Moja Mona Lisa" (muz.Ex Problem sł. P.Bechcicki)
3. "Arkadia"  (muz. i sł.P.Bechcicki)
4. "Powrót" (muz.P.Sadowski sł.P.Bechcicki)

Strona B
1. "Pierwsza miłość" (muz.Ex Problem sł.S.Marciński )
2. "Gwiazdy" (muz. i sł.Ex Problem)
3. "Przegrany chłopak" (muz. i sł.Ex Problem)
4. "Już nie wracaj" (muz. i sł.P.Bechcicki)